# Alfred Billberg

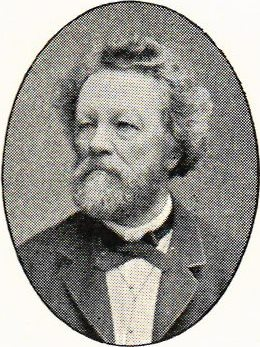
Alfred Billberg

Alfred Billberg, född 24 juli 1814 i Stockholm, död där 2 juli 1889, var en svensk psykiater. 
Billberg blev student vid Uppsala universitet 1834, medicine kandidat 1844, medicine licentiat 1849, kirurgie magister 1850 och medicine doktor samma år. Han var underläkare vid Danviks dårhus 1850–51, brunns- och badläkare vid Södertälje vattenkuranstalt 1852–55 och vid Grundsborgs vattenkuranstalt 1856 och t.f. extra bataljonsläkare vid Skärgårdsartilleriet 1867–72. Han var innehavare av en vård- och kuranstalt för nerv- och sinnessjuka i Stockholm från 1872.